# Granice, Srbija
Granice (izvirno srbsko Границе) je naselje v Srbiji, ki upravno spada pod Občino Mladenovac; slednja pa je del Mesta Beograd.

## Demografija
V naselju živi 1158 polnoletnih prebivalcev, pri čemer je njihova povprečna starost 38,3 let (37,2 pri moških in 39,5 pri ženskah). Naselje ima 434 gospodinjstev, pri čemer je povprečno število članov na gospodinjstvo 3,36.
To naselje je v glavnem srbsko (glede na popis iz leta 2002), a v času zadnjih 3 popisov je opazen porast števila prebivalcev.
|  |

| Demografija | Demografija     | Demografija     |
| Leto        | Št. prebivalcev | Št. prebivalcev |
| ----------- | --------------- | --------------- |
|             |                 |                 |
|             |                 |                 |
|             |                 |                 |
|             |                 |                 |
| 1948        | 656             |                 |
| 1953        | 694             |                 |
| 1961        | 819             |                 |
| 1971        | 875             |                 |
| 1981        | 1152            |                 |
| 1991        | 1376            | 1327            |
| 2002        | 1576            | 1460            |
|             |                 |                 |

| Etnična sestava po popisu iz leta 2002 | Etnična sestava po popisu iz leta 2002 | Etnična sestava po popisu iz leta 2002 | Etnična sestava po popisu iz leta 2002 | Etnična sestava po popisu iz leta 2002 |
| -------------------------------------- | -------------------------------------- | -------------------------------------- | -------------------------------------- | -------------------------------------- |
| Srbi                                   | Srbi                                   |                                        | 1.405                                  | 96,23%                                 |
| Romi                                   | Romi                                   |                                        | 8                                      | 0,54%                                  |
| Makedonci                              | Makedonci                              |                                        | 8                                      | 0,54%                                  |
| Hrvati                                 | Hrvati                                 |                                        | 5                                      | 0,34%                                  |
| Jugoslovani                            | Jugoslovani                            |                                        | 5                                      | 0,34%                                  |
| Črnogorci                              | Črnogorci                              |                                        | 4                                      | 0,27%                                  |
| Madžari                                | Madžari                                |                                        | 2                                      | 0,13%                                  |
| Muslimani                              | Muslimani                              |                                        | 1                                      | 0,06%                                  |
| Neznano                                | Neznano                                |                                        | 13                                     | 0,89%                                  |